# Nagowie
Nagowie lub Naga – zbiorcze określenie ludów zamieszkujących w północno-wschodnich Indiach (stany Nagaland, Mizoram, Asam, Arunachal Pradesh) oraz przygraniczne tereny w Birmie. Posługują się 25 językami z podgrupy naga w ramach rodziny tybeto-birmańskiej.
Tradycyjnie zajmują się uprawą ryżu, hodowlą jedwabników oraz tkactwem.

## Religia
Zdecydowana większość Nagów jest obecnie baptystami, ze względu na intensywną działalność amerykańskich misjonarzy od ponad stu lat.

## Lista ludów zaliczanych do Nagów
- Angami
- Ao
- Chakesang
- Chang
- Katcha
- Khiamnungan
- Konyak
- Liangmei
- Lotha
- Phom
- Pochuri
- Mao
- Maram
- Nocte
- Poumai
- Rengma
- Rongmei
- Inpui
- Sangtam
- Sumi
- Tangkhul
- Tangsa
- Tutsa
- Wancho
- Yimchunger
- Zemei
- Zeliangrong